# Rule of law

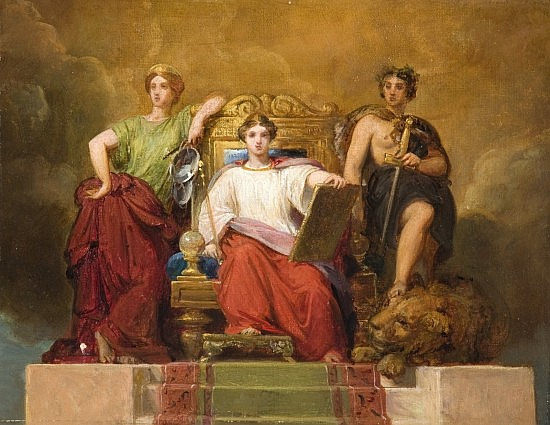
Dominique Antoine Magaud, Allégorie de la Loi, entre la Force et la Justice, 1899 env.

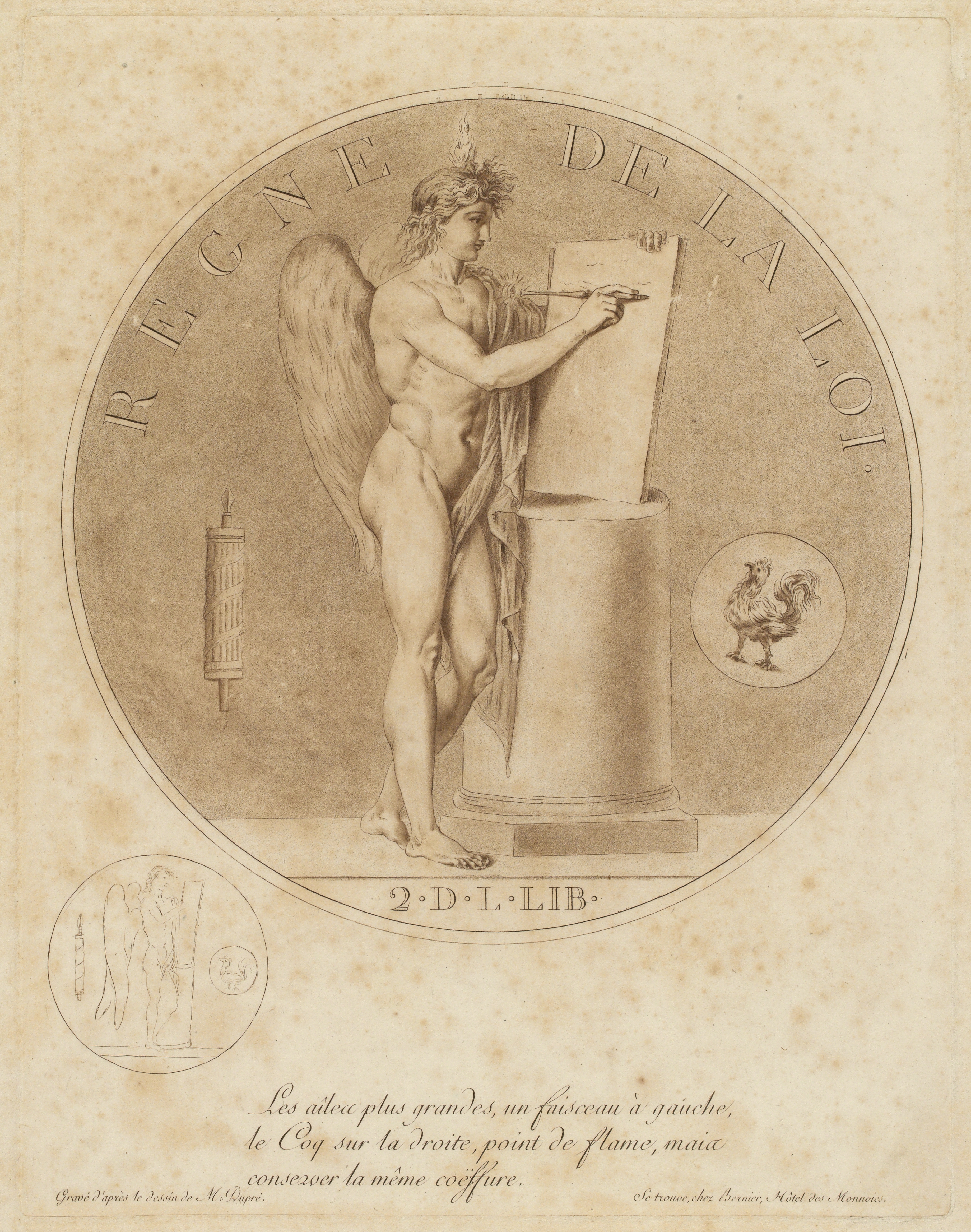
Règne de la loi (France, 1791).

Ne doit pas être confondu avec Règle de droit.
Rule of law (en français « règne de la loi » ou « primauté de la loi ») est une notion juridique anglaise équivalente à bien des égards au concept d'État de droit. Elle pose la prééminence du droit sur le pouvoir politique.

## Histoire

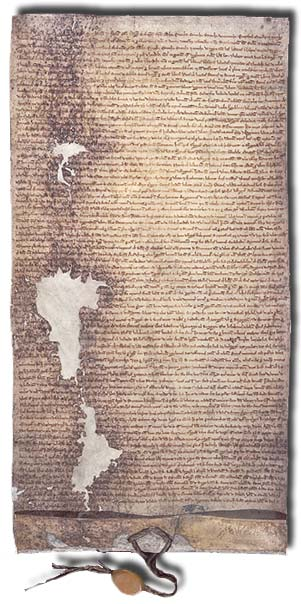
La Magna carta abrégée promulguée en 1225 par Henri III.

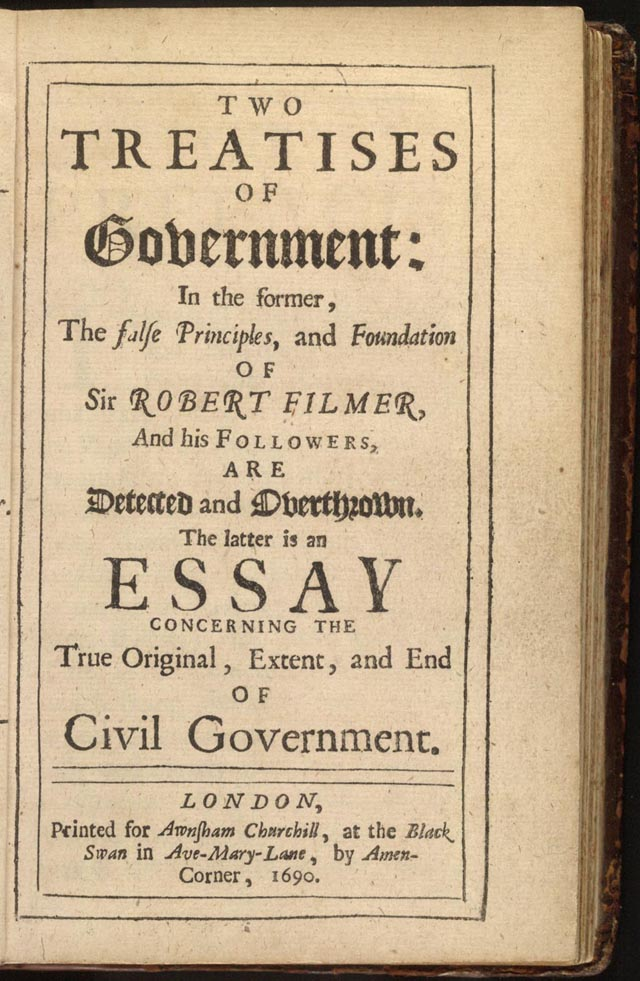
Two Treatises of Government, essai philosophique rédigé par le philosophe anglais John Locke, publié en 1690

La Magna Carta de 1215, qui restreint l'arbitraire du monarque, est au cœur du développement de la rule of law au sens actuel en disposant en son article 39 : « Aucun homme libre ne sera saisi, ni emprisonné ou dépossédé de ses biens, déclaré hors-la-loi, exilé ou exécuté, de quelques manières que ce soit. Nous ne le condamnerons pas non plus à l’emprisonnement sans un jugement légal de ses pairs, conforme aux lois du pays. »
La Pétition des droits (1628) et l'Habeas Corpus Act (1679) constituent d'autres étapes importantes dans le développement de la Ia rule of law. La première définit la propriété privée et la liberté personnelle comme des principes naturels et posés par le droit. Tout le monde, y compris le roi et le pouvoir judiciaire, doit s'y conformer. L'habeas corpus l'a complété par le droit de pouvoir directement défendre sa liberté devant un juge en cas d'arrestation. En fin de compte, les efforts sans cesse croissants du Parlement anglais aboutissent à une guerre civile (1642-1649), puis à la Déclaration des droits en 1689 après la Glorieuse Révolution. L'Angleterre s'est rapprochée beaucoup plus d'un État de droit avec l'introduction d'une monarchie constitutionnelle, explicitée par l'Acte d'Établissement de 1701 sur l'indépendance des tribunaux. Au XVIIIe siècle, un autre jalon est le contrôle mutuel des pouvoirs.
La revendication de la primauté du droit a été décrite pour la première fois par James Harrington en 1656 dans son ouvrage The Commonwealth of Oceana comme rule of law.
La rule of law prend ses lettres de noblesse avec  John Locke, son Traité du gouvernement civil (1690) posant la liberté comme inséparable de la loi. Vivre sous le gouvernement de la loi, c'est vivre en homme libre.
La notion de "règne de la loi", n'est pas absente en France, où elle figure expressément sur les monnaies à partir de 1791, avant d'être éclipsée au profit de celle d'état de droit.

## Critères

### Chez Albert Venn Dicey
Albert Venn Dicey est le premier à traiter de le rule of law sur le plan théorique. Dans son Introduction to the study of the law of the constitution (1885), il distingue trois domaines différents mais liés de la rule of law.
1. Personne ne peut être puni sans qu'une infraction à la loi n'ait été constatée par un tribunal ordinaire. Cela implique que toute action du gouvernement est soumise à la loi et à l'exclusion de la violence arbitraire.
2. Chacun est soumis à la même juridiction et au même droit, quel que soit son statut social.
3. Il n’est pas nécessaire de fixer un droit, car il découle de la jurisprudence relative aux droits personnels de la personne.

### Chez Joseph Raz
Joseph Raz part de la prémisse que des lois existent pour que les décisions ne soient pas forcément prises à chaque fois et qu'il y ait de la clarté (« law as authority »). Raz est fondamentalement en accord avec Dicey, mais lui ajoute certains aspects. Il considère les points suivants comme une condition préalable à un État de droit:
- Les lois doivent être universelles et s'appliquer à tous.
- Les lois doivent être prospectives (c'est-à-dire orientées vers l'avenir, non-rétroactivites)
- Les lois doivent être rendues publiques, claires (pour éviter une surinterprétation) et relativement stables (elles ne doivent donc pas être modifiées trop souvent).
- Les lois doivent être cohérentes et exécutables.
- L'action publique doit leur correspondre.
- L'annonce, la mise en œuvre et la possibilité de contester les lois doivent suivre des règles claires et relativement stables.
- L'accès au système juridique doit être aussi simple que possible.
- L'indépendance du pouvoir judiciaire doit être garantie.
- Les principes de « natural justice » doivent s'appliquer (à savoir: procès équitable, impartialité des juges, procédure contradictoire).

### Chez Friedrich von Hayek
Friedrich von Hayek dans La Constitution de la liberté (1960), les critères de la rule of law sont les suivants:
- non-rétroactivité des lois
- système juridique connu et certain
- égalité devant la loi
- un pouvoir judiciaire indépendant
- un gouvernement soumis à des règles
- un système juridique qui contrôle la légalité des actes administratifs et des décisions de justice
- une Déclaration des droits (Bill of Rights)

C'est une question qu'il développe également dans Droit, législation et liberté[réf. nécessaire].

### Chez Lon Fuller
Lon Fuller décrit huit principes d'un État de droit dans son ouvrage The Morality of Law (1964). Ceux-ci sont similaires à ceux de Raz, mais définissent un accent différent :
1. Les lois doivent exister et être respectées par tous, y compris les fonctionnaires de l'État.
2. Les lois doivent être publiées.
3. Les lois doivent être prospectives.
4. Les lois doivent être formulées aussi clairement que possible pour éviter une application injuste.
5. Les lois doivent éviter les contradictions.
6. Les lois ne devraient pas demander l'impossible.
7. Les lois doivent rester constantes sur une longue période de temps pour permettre la formalisation.
8. Les actes officiels doivent être conformes aux règles expliquées.

## Signification
L'expression anglaise rule of law, qui signifie littéralement en français règle de droit, peut être traduit de diverses manières : “prééminence du droit”, “Etat de droit “, “primauté du droit”, “principe de droit”, “régime de droit”, “règne du droit”, “respect de la loi”, “principe de légalité”.

## Différences avec l'État de droit

Gerard Noodt-Barbeyrac-Gronovius, Du pouvoir des souverains, 1714 : Dans cette allégorie, le souverain est également législateur; n'est donc pas soumis à une rule of law mais est seulement conseillé ou inspiré par des principes représentés par deux allégories, et rédige lui-même la loi.

La notion de rule of law est proche mais différente de celles de Rechtsstaat, en allemand, et État de droit en français, qui elles-mêmes sont très différentes l'une de l'autre. L'État de droit peut être défini de façon très générale comme chez les juristes français du début du XXe siècle où il est soumission de l'État au droit, ou bien selon des modalités plus techniques comme celles définies par l'Autrichien Hans Kelsen qui le définit avant tout par le respect de la hiérarchie des normes juridiques. De manière différente, l'État de droit dans une vision proche du rule of law est une théorie qui affirme que l'État doit se soumettre aux droits fondamentaux de l'homme : les juristes et théoriciens français font jouer à la Déclaration des droits de l'homme et du citoyen de 1789 un rôle essentiel dans le contenu de l'État de droit.
Quelques différences peuvent être notées:
- La rule of law est étroitement liée à la common law qui, en plus du droit positif, fonde la jurisprudence des juges sur des précédents établis. Parce que le droit est développé par les juges, la common law est un système très flexible. L'État de droit, en revanche, repose sur la conviction que les juges appliquent les lois. Le principal point de référence est donc la loi positive.
- Si une Constitution ou une Grundgesetz permet d'expliciter juridiquement ce droit primant sur l'État, la common law, elle, est moins explicite : elle se fonde sur la jurisprudence et est évolutive.
- Ainsi en Grande-Bretagne, le législateur est en théorie totalement souverain, mais dans la pratique, il respecte la primauté du droit, faute de quoi les électeurs puniraient les urnes.[pas clair]
- Contrairement à l'État de droit, la séparation des pouvoirs est inhérente au rule of lawModèle:Refne.

La Freie Universität de Berlin a engagé une analyse comparée des différentes formes de l'État de droit, pays par pays.

## Convergence avec l’État de droit
Dans les textes de l'Union européenne et du Conseil de l'Europe, la notion de rule of law est traduite dans les différentes langues de l'union. C'est notamment le cas dans le traité sur l'Union européenne qui utilise le terme État de droit dans la langue française, Rechtsstaatlichkeit en langue allemande et rule of law en langue anglaise, aussi bien dans le préambule que dans l'article 2 des dispositions communes des versions originales dans chacune de ces langues.
« The Union is founded on the values of respect for human dignity, freedom, democracy, equality, the rule of law and respect for human rights, including the rights of persons belonging to minorities. »
— traité sur l'Union européenne (Version consolidée en langue anglaise)

« L'Union est fondée sur les valeurs de respect de la dignité humaine, de liberté, de démocratie, d'égalité, de l'État de droit, ainsi que de respect des droits de l'homme, y compris des droits des personnes appartenant à des minorités. »

— traité sur l'Union européenne (Version consolidée en langue française)
« Die Werte, auf die sich die Union gründet, sind die Achtung der Menschenwürde, Freiheit, Demokratie, Gleichheit, Rechtsstaatlichkeit und die Wahrung der Menschenrechte einschließlich der Rechte der Personen, die Minderheiten angehören. »
— traité sur l'Union européenne (Version consolidée en langue allemande)
Le rapport 2021 sur l’État de droit donne une définition trilingue français, anglais, allemand de l’État de droit dans l'union européenne
« While Member States have different legal systems and traditions, the core meaning of the rule of law is the same across the EU. The key principles of the rule of law are common to all Member States – legality, legal certainty, prohibition of the arbitrary exercise of executive power, effective judicial protection by independent and impartial courts respecting fundamental rights in full, the separation of powers, permanent subjection of all public authorities to established laws and procedures, and equality before the law – are enshrined in national constitutions and translated in legislation. »
— 2021 Rule of Law Report The rule of law situation in the European Union.

« Si les États membres ont des systèmes et des traditions juridiques différents, la substance de l’État de droit est la même dans l’ensemble de l’UE. Les principes clés de l’État de droit, à savoir, légalité, sécurité juridique, interdiction de l’exercice arbitraire du pouvoir exécutif, protection juridictionnelle effective par des juridictions indépendantes et impartiales respectant pleinement les droits fondamentaux, séparation des pouvoirs, soumission permanente de toutes les autorités publiques aux lois et procédures établies, et égalité devant la loi, sont communs à tous les États membres, sont inscrits dans les constitutions nationales et traduits dans la législation. »

— Rapport 2021 sur l’État de droit, La situation de l’État de droit dans l’Union européenne.

### Traductions canadiennes
Au Canada, rule of law est traduit par régime de droit dans le Préambule de la Déclaration universelle des droits de l'homme et est traduit par primauté du droit dans le Préambule de la Charte canadienne des droits et libertés.

### Théoriciens
- Albert Venn Dicey, Introduction to the study of the law of the constitution, 1885.
- Friedrich von Hayek, La Constitution de la liberté, 1960.
- Joseph Raz, The Concept of Law, 1961 et The Concept of a Legal System, 1970.
- Lon Fuller, The Morality of Law, 1964.

### Ouvrages et articles contemporains
- 1999 : Rainer Grote, "Rule of Law, Rechtsstaat and État de Droit,“ in C. Starck, Constitutionalism, Universalism, and Democracy, Baden-Baden: Nomos Verlagsgesellschaft, 1999, pp. 269-306.
- 2000, Hartmut Kliemt, "Rule of Law and the Welfare State", In: Boudewijn Bouckaert et Annette Godart-van der Kroon, dir., Hayek Revisited, Cheltenham, UK et Northampton, MA: Edward Elgar, pp109-116.
- 2001 : Richard Bellamy "The rule of law and the rule of persons", Critical Review of International Social and Political Philosophy, 4, no 4 (2001): 221-251.
- 2002 : Luc Heuschling, État de droit, Rechtsstaat, Rule of Law, Paris, Dalloz, 2002.
- 2004, Brian Z. Tamanaha, On the rule of law: history, politics, theory, Cambridge university press
- 2005 : Randall Peerenboom (éd.), Asian Discourses of Rule of Law. Theories and implementation of rule of law in twelve Asian countries, France and the US, 2005 (compte-rendu)
- (en) Tom Bingham, The Rule of Law, Penguin, 2011, 213 p. (ISBN 978-0141034539).
- 2012 : Frithjof Ehm "The Rule of Law: Concept, Guiding Principle and Framework"    Avril 2012 sur Internet Archive)